# George Bernard Shaw
George Bernard Shaw FRSL (Dublín, 26 de juliol del 1856 - Hertfordshire, 2 de novembre del 1950) va ser un dramaturg, crític literari i activista polític (socialista i pacifista) irlandès. Provocador inconformista, Shaw va criticar amb la seva obra de to humorístic l'encarcarament classista de la societat britànica, l'explotació dels treballadors, la desigualtat entre homes i dones, la hipocresia religiosa, i alhora va proposar solucions des del seu punt de vista filosòfic. Vegetarià convençut, va militar per instaurar una higiene de vida sana i contra la crueltat vers els animals.
És l'única persona guardonada alhora amb el premi Nobel de Literatura (1925) i el premi Oscar (1938, pel guió adaptat de la pel·lícula Pigmalió). Pel que fa al premi Nobel, Shaw en un principi el va voler rebutjar, però finalment el va acceptar a petició de la seva muller, que el considerava un homenatge a Irlanda.

## Biografia
Va néixer a la ciutat irlandesa de Dublín, en aquells moments sota sobirania del Regne Unit, però que avui en dia és la capital de la República d'Irlanda, en una família pobra i protestant. Es va educar al Wesley College de Dublín, i va emigrar a Londres l'any 1870, per començar la seva carrera literària.
En aquesta ciutat, va escriure cinc novel·les que van ser rebutjades pels editors. Va començar a escriure una columna de crítica musical al diari Star. Mentrestant, va començar a involucrar-se en política, i va servir com a regidor en el districte de St. Pancras a partir del 1897 dins el moviment socialista, i destacà com a membre de la Societat Fabiana, que buscava la transformació de la societat amb mètodes no revolucionaris.
El 1895, Shaw va esdevenir crític teatral del diari Saturday review, que va ser el primer pas cap a la seva posterior carrera de dramaturg. El 1898, va estrenar la seva primera obra de teatre, Càndida, que fou succeïda per un seguit d'obres fins que, el 1913, estrenà Pygmalion, que li donà fama mundial.
Shaw va tenir una llarga amistat amb l'escriptor britànic Gilbert Keith Chesterton i el compositor Edward Elgar. L'any 1925, fou guardonat amb el Premi Nobel de Literatura pel seu treball marcat per l'idealisme i la humanitat, i la seva sàtira estimulant que presenta sovint una bellesa poètica singular.
L'any 1938, participà en l'adaptació de la seva obra de teatre Pygmalion per al cinema en la pel·lícula Pigmalió dirigida per Anthony Asquith i Leslie Howard. Aquesta pel·lícula fou guardonada amb el premi Oscar al millor guió adaptat, obra de Ian Dalrymple, Cecil Lewis i W. P. Lipscomb, juntament amb el mateix autor. En rebre aquest guardó, tot i que no fou present a la cerimònia de lliurament, Shaw digué: 
| « | És un insult oferir-me qualsevol honor, com si mai haguessin sentit parlar de mi abans -i és molt probable no ho hagin fet mai. Pot ser que també rendeixin el mateix honor a George [ell mateix] per a ser el rei d'Anglaterra. | » |

Des del 1906 fins a la seva mort, ocorreguda el 2 de novembre del 1950, Shaw va viure a Shaw's Corner, situat al poble d'Ayot St. Lawrence (comtat de Hertfordshire). Actualment, la casa es troba oberta al públic.

## Opinió política
La turbulència política a Irlanda no li va ser indiferent. Durant l'Aixecament de Pasqua, va advocar en contra de l'execució dels líders rebels, argumentant que totes les llars que es van destruir podien ser reconstruïdes. Shaw va ser amic personal del líder Michael Collins, a qui va convidar a sopar a casa seva quan aquest negociava el tractat angloirlandès amb David Lloyd George a Londres.

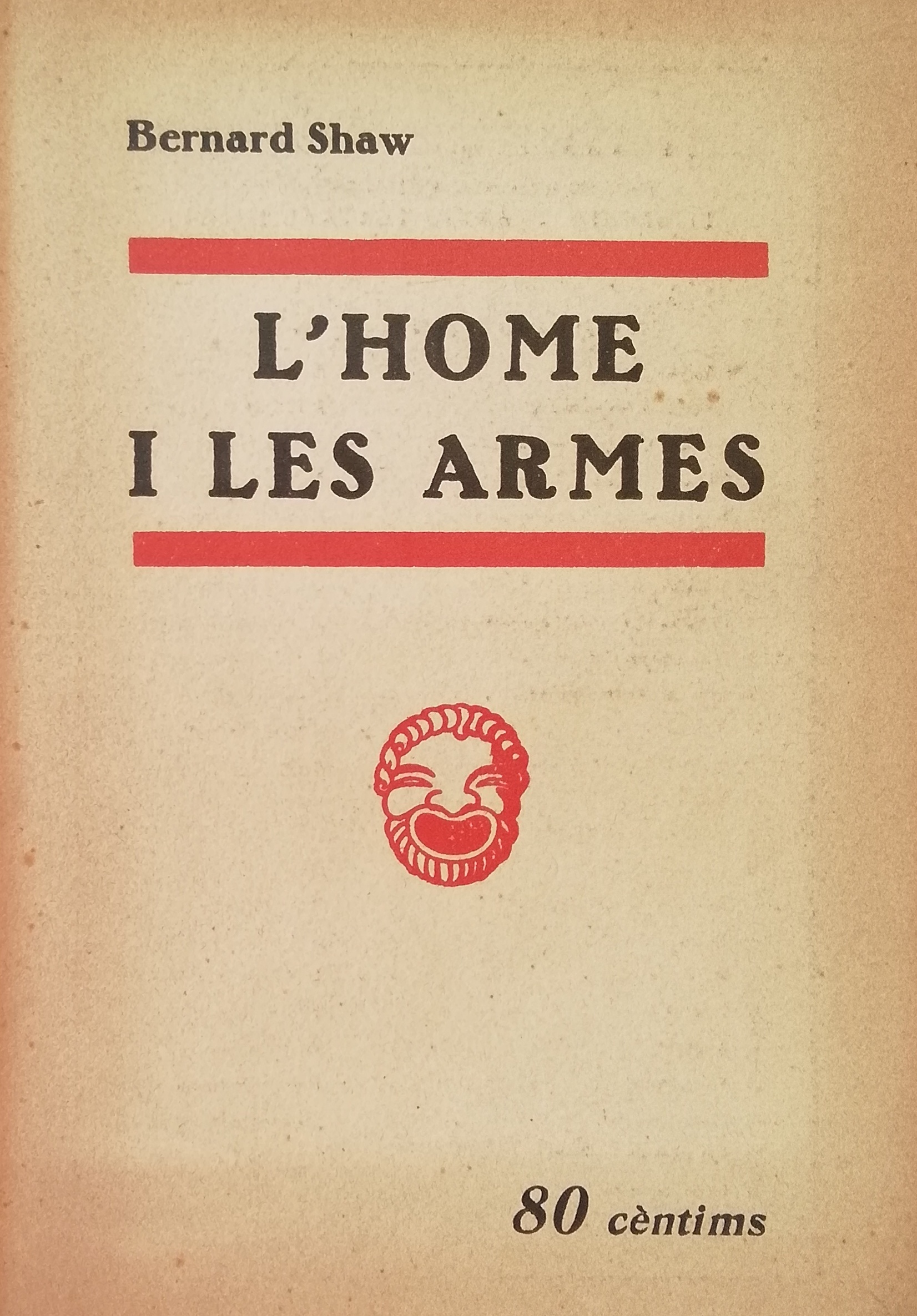
Arms and the Man (L'home i les armes) de Bernard Shaw, en la traducció catalana publicada a Barcelona l'any 1934 dins la col·lecció Catalunya Teatral

## Obra literària
Una característica de les obres de Shaw és la llarga introducció que les acompanya. En aquests assajos introductoris, Shaw donava la seva opinió -normalment controvertida- sobre els temes que eren tractats en l'obra. Alguns d'aquests assajos són fins i tot més llargs que la mateixa obra.
Shaw es va preocupar per les inconsistències en la literatura i l'escriptura anglesa, en tal grau que en el seu testament va destinar una part dels seus béns a la creació d'un alfabet fonètic anglès. Aquest projecte, però, no pogué engegar-se en aquell moment, ja que els béns monetaris que Shaw va deixar no eren suficients per a sufragar-ne el cost; no obstant això, els drets d'autor obtinguts pels drets de Pigmalió, i de la seva adaptació musical My Fair Lady van ser significatius, cosa que va permetre als hereus desenvolupar l'alfabet conegut com a alfabet shavià.

## Obra seleccionada

### Teatre
- Plays Unpleasant, obra compilatòria publicada el 1898
  - 1892: Widowers' Houses
  - 1893: The Philanderer
  - 1893: Mrs Warren's Profession
- Plays Pleasant, obra compilatòria publicada el 1898
  - 1894: Arms and the Man
  - 1894: Candida
  - 1895: L'home del destí
  - 1897: You Never Can Tell
- Three Plays for Puritans, obra compilatòria publicada el 1901
  - 1897: El deixeble del diable
  - 1898: Caesar and Cleopatra
  - 1899: Captain Brassbound's Conversion
- 1901: The Admirable Bashville
- 1902-1903: Man and Superman
- 1904: John Bull's Other Island
- 1904: How He Lied to Her Husband
- 1905: Major Barbara
- 1906: The Doctor's Dilemma
- 1908: Getting Married
- 1909: The Glimpse of Reality
- 1910: Misalliance
- 1910: Dark Lady of the Sonnets
- 1911: Fanny's First Play
- 1912: Androclos and the Lion
- 1913: Pigmalió
- 1919: La casa dels cors trencats
- 1921: Back to Methuselah
  - In the Beginning
  - The Gospel of the Brothers Barnabas
  - The Thing Happens
  - Tragedy of an Elderly Gentleman
  - As Far as Thought Can Reach
- 1923: Saint Joan
- 1929: The Apple Cart
- 1931: Too True To Be Good
- 1933: On the Rocks
- 1934: The Six of Calais
- 1934: The Simpleton of the Unexpected Isles
- 1936: The Millionairess
- 1938: Geneva
- 1939: In Good King Charles' Golden Days
- 1947: Buoyant Billions
- 1949: Shakes versus Shav

### Novel·les
- 1879: Immaturity
- 1880: The Irrational Knot
- 1881: Love Among the Artists
- 1882-1883: Cashel Byron's Profession
- 1883: An Unsocial Socialist

### Crítica Musical
- 1923: The Perfect Wagnerite: A Commentary on the Niblung's Ring

### Assaigs
- 1891: Quintessence of Ibsenism
- Commonsense about the War
- The Intelligent Woman's Guide to Socialism and Capitalism
- The Black Girl in Search of God
- 1944: Everybody's Political What's What?

### Debat
- Shaw V. Chesterton, a debate between George Bernard Shaw and G.K. Chesterton

## Llegat i influència

### Teatre
Shaw, possiblement el dramaturg en anglès més important després de Shakespeare, va produir una immensa obra, de la qual almenys mitja dotzena d'obres. segueixen sent part del repertori mundial. ... Acadèmicament passat de moda, d'influència limitada fins i tot en àrees com el drama irlandès i el teatre polític britànic on es podria esperar influència, les obres úniques i inconfusibles de Shaw segueixen escapant de la categoria de data segura. d'una peça d'època a la qual sovint s'han enviat. 
Shaw no va fundar una escola de dramaturgs com a tal, però Crawford afirma que avui "el reconeixem com el segon només després de Shakespeare en la tradició teatral britànica... el defensor del teatre d'idees" que va donar un cop mortífer al melodrama del segle xix. Segons Laurence, Shaw va ser pioner en el teatre "intel·ligent", en el qual el públic havia de pensar, i així va obrir el camí. per a les noves races de dramaturgs del segle xx, des de Galsworthy fins a Pinter
Crawford enumera nombrosos dramaturgs l'obra dels quals deu alguna cosa a la de Shaw. Entre els actius en vida de Shaw, inclou Noël Coward, que va basar la seva primera comèdia The Young Idea en You Never Can Tell i va continuar aprofitant les obres de l'home gran en obres posteriors. TS Eliot, en cap cas un admirador de Shaw, va admetre que l'epíleg de Murder in the Cathedral, en què els assassins de Becket expliquen les seves accions al públic, podria haver estat influenciat per Sant Joan. El crític Eric Bentley comenta que l'obra posterior d'Eliot The Confidential Clerk «tenia totes les marques del xavianisme... sense els mèrits del veritable Bernard Shaw». Entre els dramaturgs britànics més recents, Crawford marca Tom Stoppard com «el més Shavian dels dramaturgs contemporanis»; La farsa seriosa de Shaw continua a les obres de Els contemporanis de Stoppard Alan Ayckbourn, Henry Livings i Peter Nichols

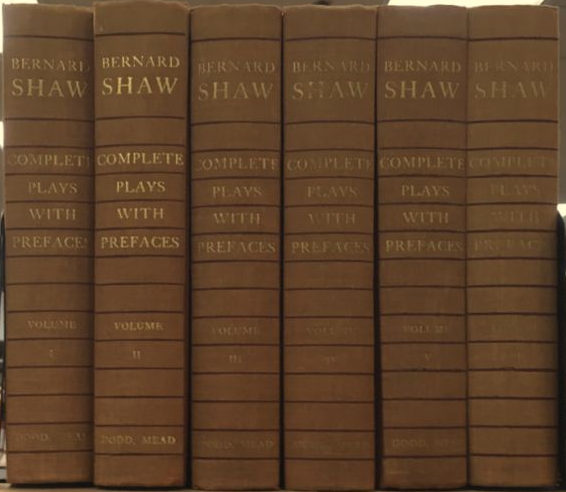
Les obres completes de Shaw

La influència de Shaw va travessar l'Atlàntic en una etapa inicial. Bernard Dukore assenyala que va tenir èxit com a dramaturg a Amèrica deu anys abans d'aconseguir un èxit comparable a Gran Bretanya. Entre molts escriptors nord-americans que professen un deute directe amb Shaw, Eugene O'Neill es va convertir en admirador als disset anys, després de llegir La quintaessencia de l'ibsenisme. Altres dramaturgs nord-americans amb influència de Shaw esmentats per Dukore són Elmer Rice, per a qui Shaw «va obrir portes, va encendre llums i va ampliar horitzons»; William Saroyan, que empatia amb Shaw com «l'individualista assaltat contra els filisteus»; i SN Behrman, que es va inspirar per escriure per al teatre després d'assistir a una representació de Cèsar i Cleòpatra: «Vaig pensar que seria agradable escriure obres com aquesta».
Avaluant la reputació de Shaw en un estudi crític de 1976, TF Evans va descriure Shaw com a no qüestionat durant la seva vida i des de llavors com el principal dramaturg en llengua anglesa del segle (XX) i com un mestre de l'estil en prosa. L'any següent, en una avaluació contrària, el dramaturg John Osborne va castigar el crític de teatre de The Guardian Michael Billington per referir-se a Shaw com «el millor dramaturg britànic des de Shakespeare». Osborne va respondre que Shaw «és l'escriptor de melodrames victorians més fraudulent i inepte que maig ha enganyat a un crític tímid o a un públic avorrit». Malgrat aquesta hostilitat, Crawford veu la influència de Shaw en algunes de les obres d'Osborne, i conclou que encara que l'obra d'aquest últim no és ni imitativa ni derivada, aquestes afinitats són suficients per classificar a Osborne com a hereu de Shaw.
En un estudi de 1983, RJ Kaufmann suggereix que Shaw va ser un precursor clau —«padrí, en realitat un paterfamilies exigent»— del Teatre de l'absurd. Crawford destaca dos aspectes més del llegat teatral de Shaw: la seva oposició a la censura escènica, que finalment es va acabar el 1968, i els seus esforços que es van estendre durant molts anys per establir un Royal National Theatre. La breu obra de 1910 de Shaw The Dark Lady of the Sonnets, en la qual Shakespeare demana a la reina Isabel I la dotació d'un teatre estatal, va formar part d'aquesta campanya.
Escrivint a The New Statesman el 2012, Daniel Janes va comentar que la reputació de Shaw havia disminuït en el moment del seu 150è aniversari el 2006, però s'havia recuperat considerablement. Segons Janes, els nombrosos revivals actuals de les obres principals de Shaw van mostrar la «rellevància gairebé il·limitada del dramaturg per als nostres temps ». El mateix any, Mark Lawson va escriure a The Guardian que les preocupacions morals de Shaw van comprometre el públic actual i el van convertir —com el seu model, Ibsen— en un dels dramaturgs més populars del teatre britànic contemporani.
El Festival Shaw de Niagara-on-the-Lake, Ontario, Canadà, és la segona companyia de teatre de repertori més gran d'Amèrica del Nord. Produeix obres de teatre de Shaw o escrites durant la vida de Shaw, així com algunes obres contemporànies. The Gingold Theatrical Group, fundat l'any 2006, presenta obres de Shaw i d'altres a la ciutat de Nova York que presenten els ideals humanitaris que va promoure la seva obra. Es va convertir en el primer grup de teatre a presentar tot el treball escènic de Shaw a través de la seva sèrie de concerts mensual Project Shaw.

### General

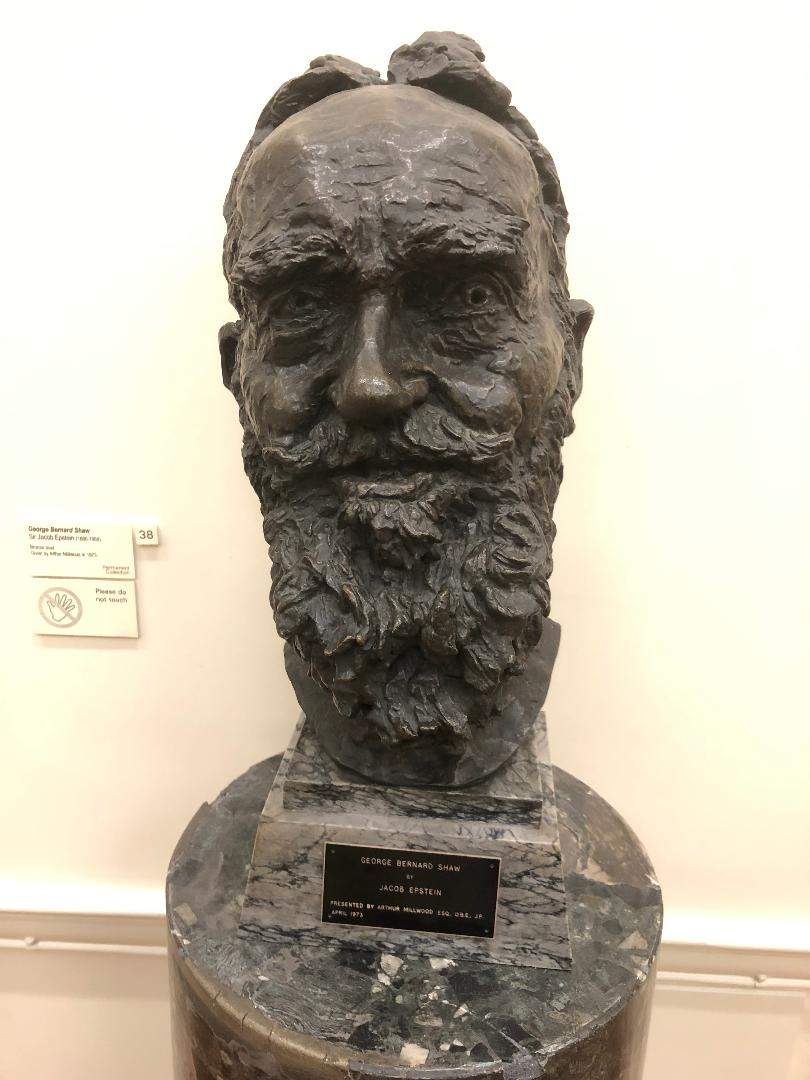
Bust de Jacob Epstein, 1934

A la Dècada del 1940, l'autor Harold Nicolson va aconsellar al National Trust que no acceptés el llegat de Shaw's Corner, va predir que Shaw seria totalment oblidat en cinquanta anys. En l'esdeveniment, l'ampli llegat cultural de Shaw, plasmat en el terme àmpliament utilitzat "Shavian", ha perdurat i és nodrit per les Societats Shaw a diverses parts del món. La societat original es va fundar a Londres el 1941 i sobreviu; organitza reunions i esdeveniments, i publica periòdicament un butlletí The Shavian. La Shaw Society of America va començar el juny de 1950; es va fundar a la Dècada del 1970, però la seva revista, adoptada per Penn State University Press, es va continuar publicant com Shaw: The Annual of Bernard Shaw Studies fins al 2004. Una segona organització nord-americana, fundada el 1951 com "The Bernard Shaw Society", continua activa. El 2016 es van establir societats més recents al Japó i l'Índia.
A més de les seves crítiques musicals recollides, Shaw ha deixat un llegat musical variat, no tot el que ha escollit. Tot i que no li agradava que la seva obra s'adaptés al teatre musical («les meves obres es van posar en una música verbal pròpia») dues de les seves obres es van convertir en comèdies musicals: Arms and the Man va ser la base de Der tapfere Soldat el 1908, amb música d’Oscar Straus, i Pygmalion va ser adaptat el 1956 com My Fair Lady amb llibre i lletra d’Alan Jay Lerner i música de Frederick Loewe. Tot i que tenia una gran estima per Elgar, Shaw va rebutjar la sol·licitud del compositor d'un llibret d'òpera, però va tenir un paper important en persuadir la BBC per encarregar la Tercera Simfonia d'Elgar, i va ser qui va dedicar The Severn Suite (1930).
La substància del llegat polític de Shaw és incerta. El 1921, l'antic col·laborador de Shaw, William Archer, en una carta al dramaturg, va escriure: «Dubto que hi hagi cap cas d'un home tan llegit, escoltat, vist i conegut com tu, que hagi produït tan poc efecte en la seva generació». Margaret Cole, que considerava a Shaw l'escriptor més gran de la seva època, va declarar no haver-lo entès mai. Ella pensava que treballava «molt i molt dur» en política, però essencialment, suposa que era per diversió: «la diversió d'un artista brillant». Després de la mort de Shaw, Pearson va escriure: «Ningú des de l'època de Tom Paine ha tingut una influència tan definida en la vida social i política del seu temps i país com Bernard Shaw».

En el seu homenatge obituari a Shaw, The Times Literary Supplement va concloure:
| « | No va ser un creador d'idees. Va ser un adoptant i adaptador insaciable, un prestidigitador incomparable amb els pensaments dels precursors. Nietzsche, Samuel Butler (Erewhon), Marx, Shelley, Blake, Dickens, William Morris, Ruskin, Beethoven i Wagner tots tenien les seves aplicacions i aplicacions errònies. Doblant al seu servei totes les facultats d'una ment poderosa, amb un enginy inextinguible i amb tots els artificis d'argumentació, va portar els seus pensaments tan lluny com podien arribar, tant més enllà de les seves fonts que ens van arribar amb la vitalitat del de nova creació. | » |